# Theodore Roussel

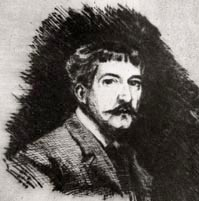
Självporträtt i form av torrnålsgravyr, 1901

Théodore Casimir Roussel, född 23 mars 1847 i Lorient i Bretagne, död 1926 i Hastings i Sussex, var en franskfödd brittisk målare och etsare. 
Théodore Roussel kom från Frankrike och utbildade sig där, innan han flyttade till England 1877 alternativt 1878. Han var till stor del självlärd som konstnär och hans tidiga målningar visar på påverkan från de "gamla mästarna" men även ett intresse för samtidens stadsliv. Efter att ha blivit dennes granne i Chelsea träffade han år 1885 konstnären James McNeill Whistler, som kom att bli hans vän för livet. Roussel påverkades mycket av Whistler och påstod sig vara dennes lärjunge, även om deras stilar skiljde sig från varandra. Whistler introducerade även Roussel till sitt kontaktnät och till etsning och torrnålsgravering, det senare år 1888. Han blev en pionjär inom färgetsning i Storbritannien. Roussel och Whistler hade även ofta samma modeller, till exempel systrarna Pettigrew (Rose, Hetty och Lily).
År 1887 blev Roussel medlem i Royal Society of British Artists, som Whistler var ordförande av. Dock lämnade han sällskapet när denne avgick. Han ställde även ut sina verk vid New English Art Club och International Society of Sculptors, Painters and Gravers (som även den var under Whistlers ordförandeskap). Han var själv ordförande för Society of Graver Printers in Colour från dess grundade 1909 till sin död, och en av grundarna av Allied Artists' Association.